# Roland Phleps
Roland Phleps (Sibiu, 1924 − Freiburg im Breisgau, 20 april 2020) was een Duitse beeldhouwer.

## Leven en werk
Phleps werd geboren in de Roemeense stad Sibiu (Duits: Hermannstadt). Hij studeerde na de Tweede Wereldoorlog, waarin hij als soldaat diende, medicijnen aan de universiteiten van Tübingen en Göttingen in Duitsland. Hij promoveerde in Tübingen en was van 1951 tot 1959 arts-assistent in ziekenhuizen in Tübingen, Lübeck, Esslingen am Neckar en Freiburg. In 1959 vestigde hij zich als neuroloog-psycholoog in Freiburg.
Vanaf begin tachtiger jaren vatte hij belangstelling op voor de kunststroming Konkrete Kunst en tussen 1983 en 1984 experimenteerde hij met geometrische constructies van aluminium-platen. Sinds 1992 ging hij ook exposeren en werden zijn werken in de openbare ruimte geplaatst. Zijn werken maakte hij vanaf die periode in rvs.
De kunstenaar woonde, werkte en stierf in Freiburg.

## Stiftung Konkrete Kunst
In 1997 richtte Phleps de Stiftung für Konkrete Kunst Roland Phleps op en in 1999 werd in Freiburg de Skulpturenhalle geopend, waar het werk van Phleps wordt geëxposeerd. Ook worden tentoonstellingen georganiseerd, waaraan onder anderen de navolgende kunstenaars hebben deelgenomen:
- Andreu Alfaro (2005)
- Hans Dieter Bohnet (2006)
- Erich Hauser (2005)
- Gottfried Honegger (2010)
- Heinz Mack (2000 en 2004)
- Marcello Morandini (2001 en 2004)

## Werken in de openbare ruimte (selectie)
- Terpsichore, Loretto Krankenhaus in Freiburg en Technische Universität in Dresden
- Windspiel, Stadtgarten in Freiburg
- Gestänge im Raum (Ordnung und Chaos), Universitätsklinikum in Dresden
- Dipylon (1997), Botanischer Garten in Freiburg
- Tripylon, Klinikum der Universität in Freiburg'
- Großer Schwung, Mensa Universität Freiburg
- Pas de Deux, Technische Universität in Dresden
- Ikarus en andere sculpturen, Skulpturenwiese am Waltersberg in Freiburg
- Alpha I en Alpha II, Kunstlandschaft Donau in Ulm
- Windspiel (2000), Stadtgarten in Freiburg
- Adelphoi 3 (2005), Kulturspeicher Würzburg
- Anthos (2006), Kurpark in Badenweiler
- Bündel-Stele 1 (2007), Platz der Universität in Freiburg en Bündel-Stele 2 VIRIBUS UNIBUS (2008) in de Transilvania Halle in Sibiu

## Fotogalerij

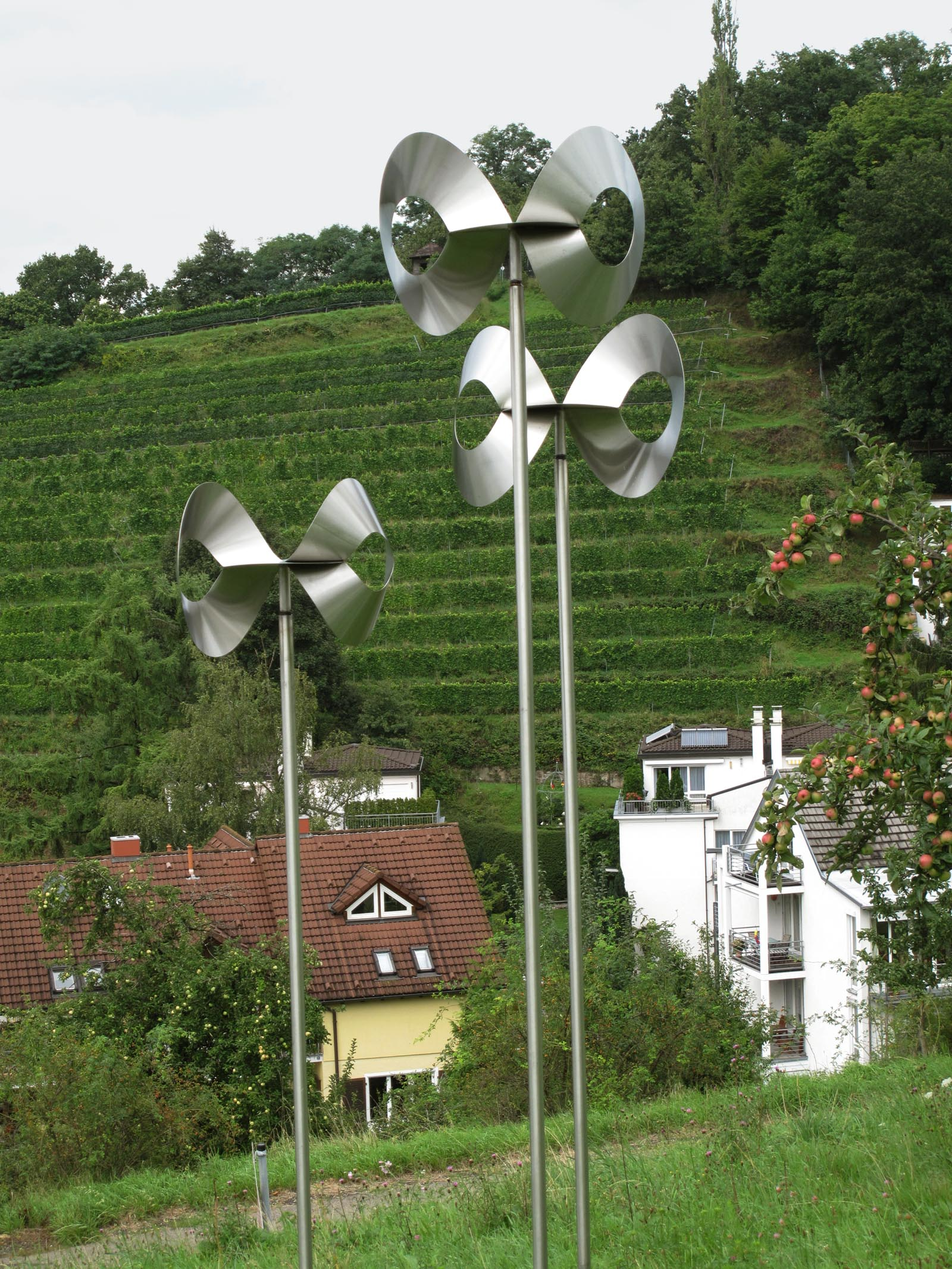
Skulpturenwiese Freiburg
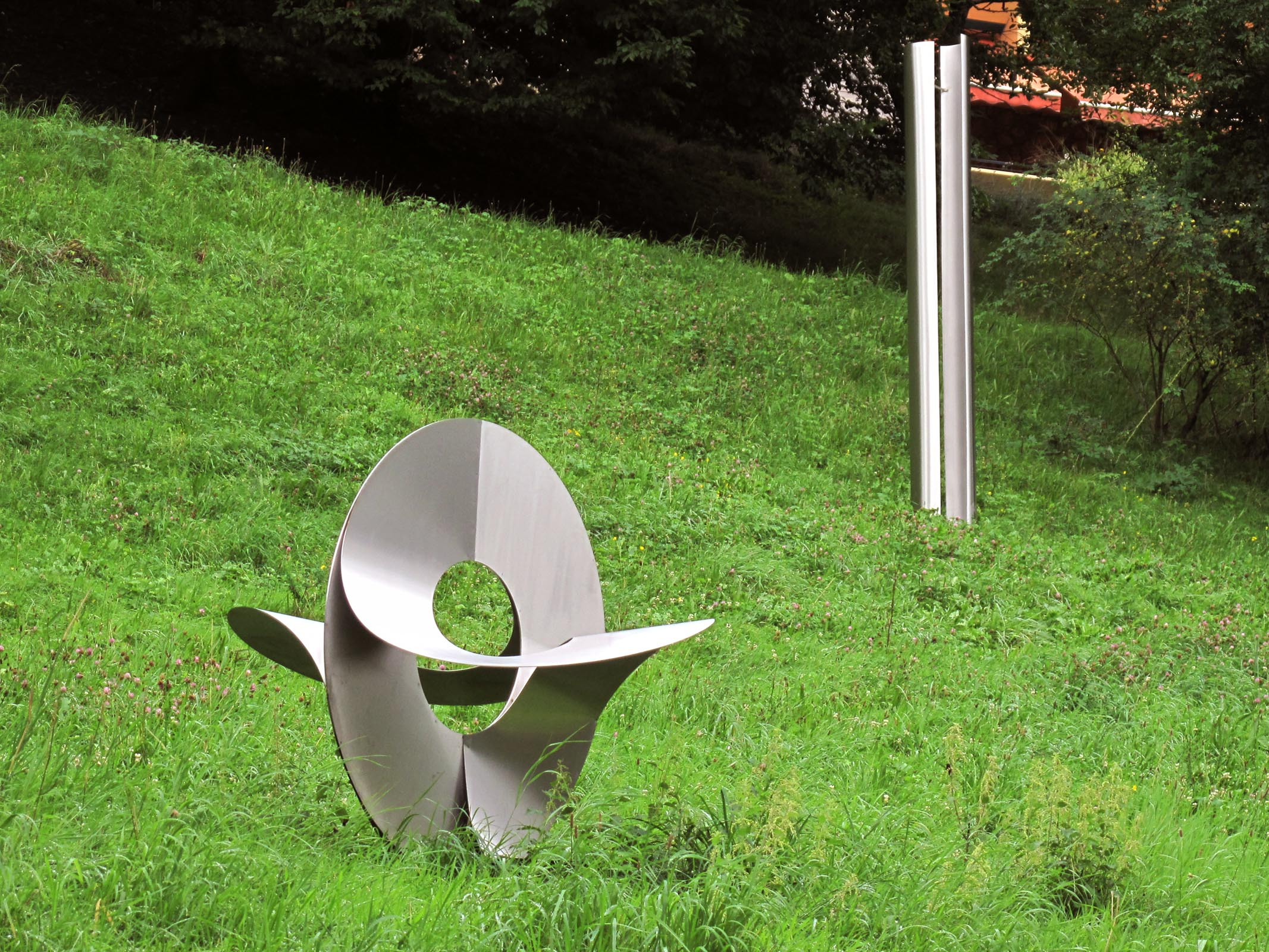
Skulpturenwiese Freiburg
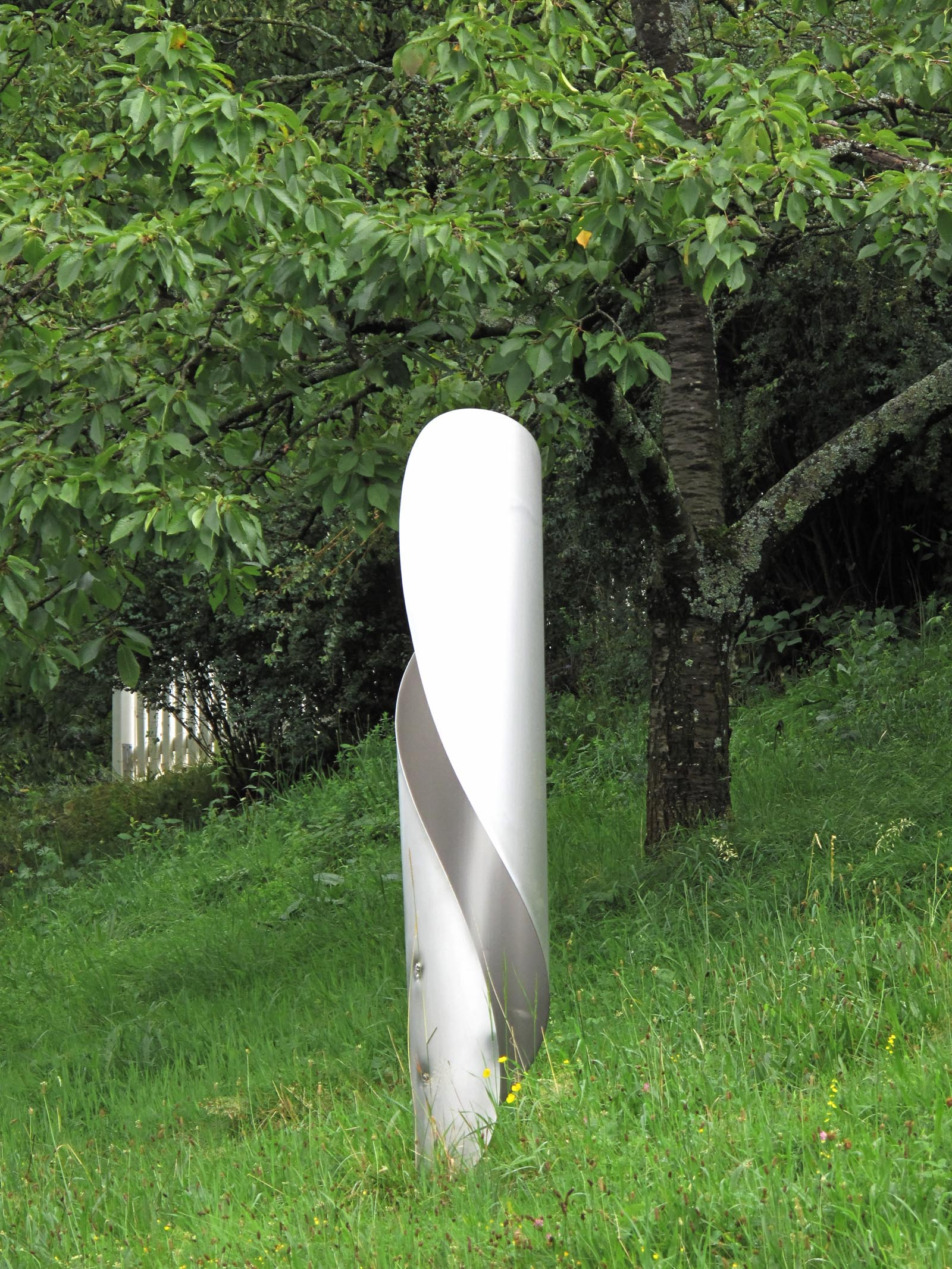
Skulpturenwiese Freiburg
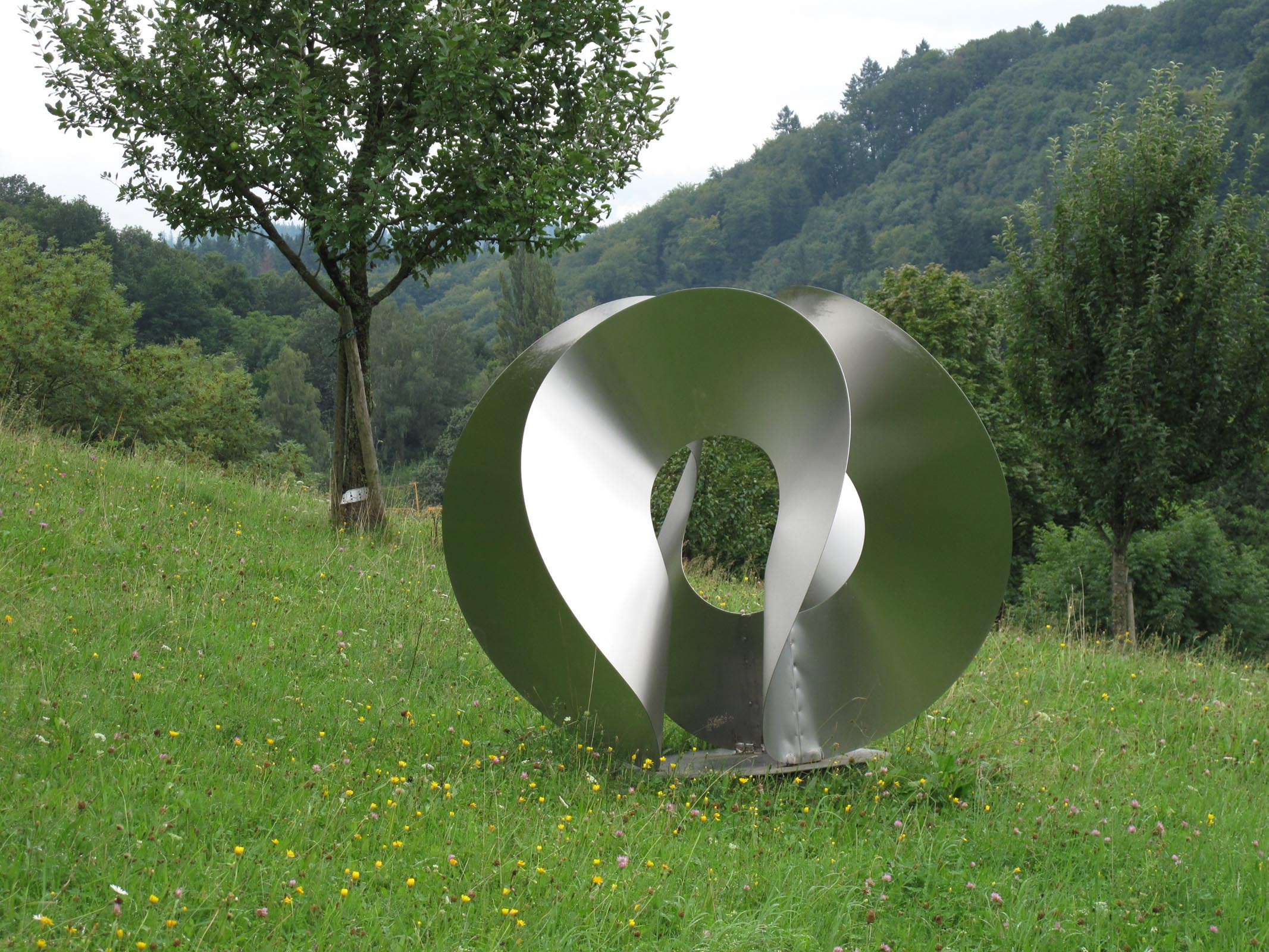
Skulpturenwiese Freiburg
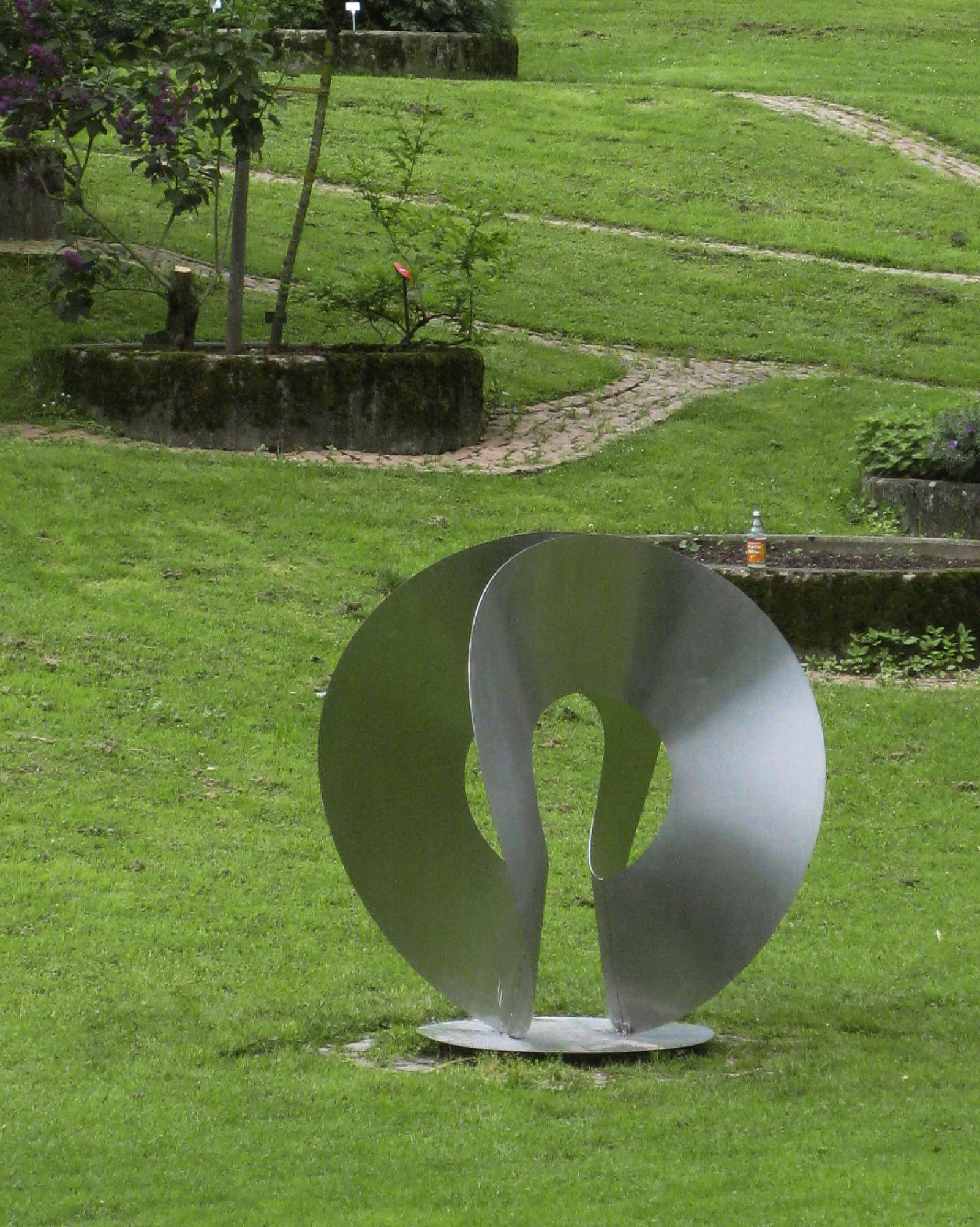
Dipylon (1997), Botanischer Garten
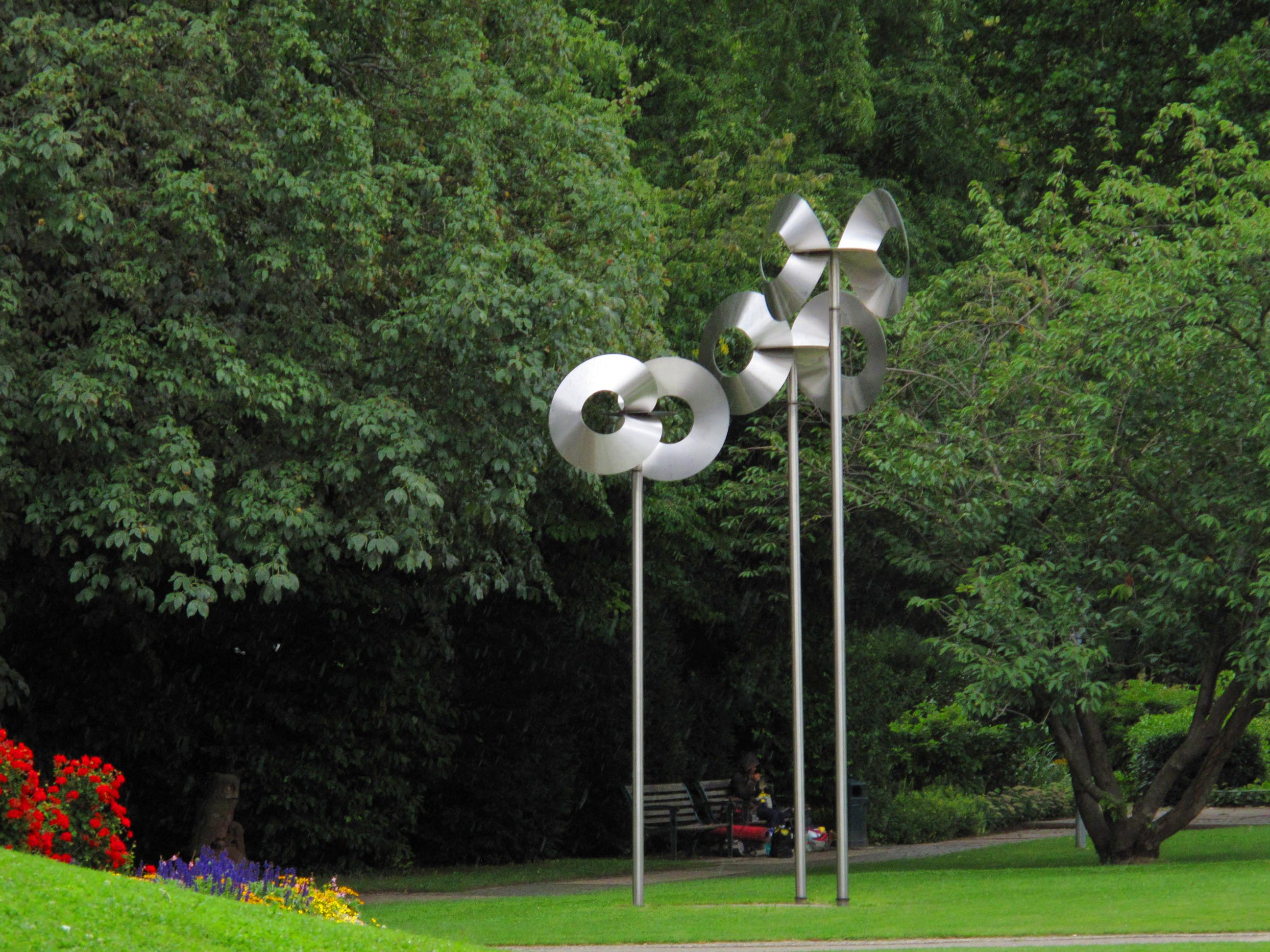
Windspiel (2000), Stadtgarten